# Susumu Hani

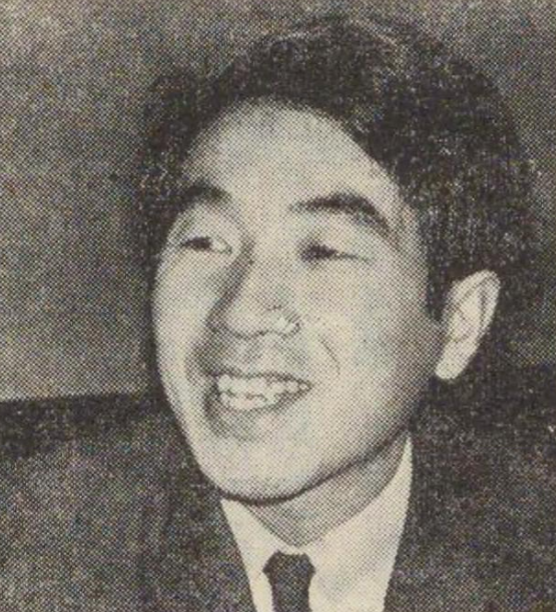
Susumu Hani (1962)

Susumu Hani (japanisch 羽仁 進, Hani Susumu; * 10. Oktober 1928 in der Präfektur Tokio, Japan) ist ein japanischer Filmregisseur und Drehbuchautor.

## Leben und Wirken
Der Regisseur wurde 1928 als Sohn des linken Historikers Gorō Hani und seiner Frau geboren. Nach Abschluss der Schule 1947 begann er, für die Nachrichtenagentur Kyodo News als Journalist zu arbeiten. Hanis frühe Karriere begann mit Dokumentarfilmen, darunter Kyōshitsu no kodomotachi (1954) und Te o kaku kodomotachi (1956). Diese machten den Cinéma vérité-Dokumentarstil in Japan bekannt und standen daher im Interesse anderer japanischer Filmemacher.
In den 1960er Jahren entwickelte er sich zu einem der wichtigsten Vertreter der sogenannten „japanischen Nouvelle Vague“. Er setzte meistens Laiendarsteller ein und vermischte Stilmittel des Dokumentar- und des Spielfilms. In seinem ersten Spielfilm Die Bewährung aus dem Jahr 1961 zeigte er unzufriedene Jugendliche in einem Jugendgefängnis. Hani setzte tatsächliche Jugendstraftäter als Schauspieler ein, um den Film authentischer wirken zu lassen. Für diesen Film erhielt der Regisseur den Kinema-Jumpō-Preis als „bester Regisseur“ sowie für den „besten Film“.
Es folgten weitere Spielfilme wie Ein sinnvolles Leben (1962) und Sie und Er (1963), die im Wettbewerb der Internationalen Filmfestspiele Berlin gezeigt wurden und dem Regisseur so auch in Europa Anerkennung einbrachten. Einer von Hanis bekanntesten Filmen ist Das Mädchen Nanami aus dem Jahr 1968. In diesem Drama, dessen Drehbuch Hani gemeinsam mit Shūji Terayama verfasste, ist die Titelfigur eine im Rotlichtviertel tätige Jugendliche, die sich in den jungen Shun verliebt, der beim ersten Treffen mit ihr traumatische Kindheitserlebnisse verarbeitet.
Nach seinem Film Der Fremde im Regenwald zog sich Hani Anfang der 1980er-Jahre aus dem Spielfilm zurück. Er dreht seitdem für das Fernsehen Tierdokumentationen in Afrika.
Von 1959 bis zur Scheidung im Jahr 1977 war Hani mit der Schauspielerin Sachiko Hidari verheiratet, der er 1963 die Hauptrolle in Sie und Er anvertraute. Aus der Beziehung ging die 1964 geborene Tochter Mio Hani hervor, die sich selbst einen Namen als Essayistin und Regisseurin machen sollte.

## Filmografie (Auswahl)
- 1954: Kyōshitsu no kodomo-tachi (教室の子供たち)
- 1956: E o kaku kodomo-tachi (絵を描く子供たち)
- 1961: Die Bewährung (不良少年, Furyō shōnen)
- 1962: Paradies für Männer (Il paradiso dell'uomo)
- 1962: Ein sinnvolles Leben (充たされた生活, Mitasareta seikatsu)
- 1963: Kinder, Hand in Hand (手をつなぐ子ら, Te o tsunagu kora)
- 1963: Sie und Er (彼女と彼, Kanojo to kare)
- 1968: Das Mädchen Nanami (初恋・地獄篇, Hatsukoi: Jigokuhen)
- 1972: Mio (妖精の詩, Yōsei no uta)
- 1980: Der Fremde im Regenwald (アフリカ物語, Afurika monogatari)